# Iarbă mare
Iarbă mare (Inula helenium) este o plantă din familia Asteraceae, răspândită în Europa centrală și de sud, la noi fiind cunoscută sub mai multe denumiri populare: alaut, aman, bruscalău, holman, iarba neagră, ochiul boului, omac, omag, lacrimile Elenei, smântânica.

## Descriere
Este o plantă erbacee, robustă, cu tulpina dreaptă, înaltă până la 1, 5  m, cu flori galbene, grupate în capitule mari. Crește în zona de deal și munte, la altitudini joase, la marginea pădurilor, de-a lungul pâraielor sau prin fânețe. Frunzele sunt mari, albicioase dedesubt (datorită perilor) și verzi pe partea superioară. Înflorește începând din luna mai și până în septembrie.
În scopuri medicinale se utilizează părțile subterane (rizomul), recoltate începând cu sfârșitul lunii septembrie, până în noiembrie (atunci când planta are cel mai mare conținut de substanțe active).

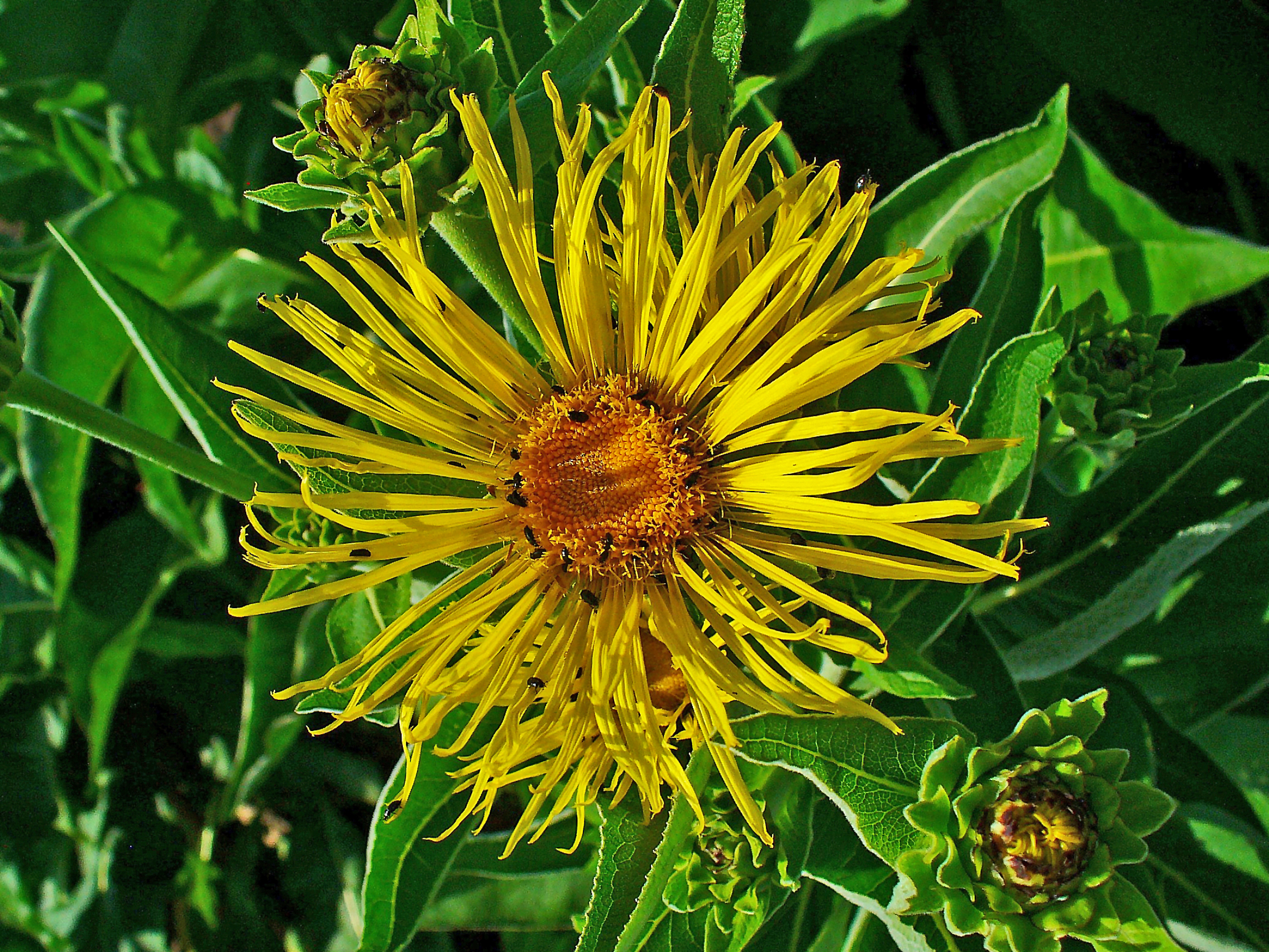
Iarbă mare- inflorescență

## Componenți principali
Inulină, ulei volatil, substanțe antibiotice (fitoncide), fridelină, stigmasterină.

## Proprietăți
- fluidifică secrețiile bronhice și are acțiuni antibiotice (în special asupra bacilului Koch)
- antihelmintic și diuretic
- coleretic și colagog
- antiinflamator (în congestii hepatice, colecistite, litiaze biliare și renale, artrite)

## Indicații
Intern: în reumatism, gută, dizchinezii biliare, bronșită, tuse convulsivă, calculoză, helmintiază.
Extern: sub formă de cataplasme în ulcerații purulente și mâncărimi.